# 伊良湖シーパーク&スパ
伊良湖シーパーク&スパ（いらごシーパークアンドスパ）は愛知県田原市伊良湖岬にある、ホテルマネージメントインターナショナル株式会社の運営するリゾートホテル。

## 概要
渥美半島の先端・伊良湖岬で、三河湾を一望している。全室オーシャンビューの白いアーチ型のホテル。レストラン、ロビー、大浴場からも海を眺めることができる。総面積40,785平方メートル。
館内には本格的なスパ施設をもち、シーサイドのゴルフ場「伊良湖シーサイドゴルフ倶楽部」にも隣接しており、リゾートシーンの演出には事欠かない。

## 沿革
かつては名鉄グループの株式会社伊良湖リゾートが運営する伊良湖ガーデンホテルであったが、2009年（平成21年）12月4日に株式会社浜松名鉄ホテルとともにホテルマネージメントインターナショナル株式会社が買収し、HMIグループのホテルとなった。これにあわせ、2011年4月よりホテルを伊良湖シーパーク&スパに変更した。
2020年4月6日より、新型コロナウイルスの影響を受け、休館に入る。当初は同年7月1日に再開予定だったが、それ以降も休館が続いた。
2023年4月1日に、伊良湖リゾート&コンベンションホテルと改称した上で、営業再開。

## 所在地
- 愛知県田原市伊良湖町宮下2822-2

## アクセス
- JR東海・名鉄豊橋駅から豊橋鉄道・渥美線三河田原駅より豊鉄バス伊良湖本線（伊良湖シーパーク前）または予約制送迎バス。

## 関連施設
- 道の駅伊良湖クリスタルポルト